# Campeonato Carioca de Futebol de 2021 - Série B1
O Campeonato Carioca da Série B1 de 2021 foi a 41ª edição da terceira divisão do campeonato estadual de futebol profissional do Rio de Janeiro. A competição foi organizada pela Federação de Futebol do Estado do Rio de Janeiro (FERJ).

## Regulamento
A competição contou com 12 clubes, divididos em dois grupos com seis equipes cada.
No primeiro turno — Taça Maracanã — os clubes jogaram dentro das suas chaves, classificando-se para as semifinais os dois primeiros de cada grupo. Os times se enfrentaram em jogo único, com vantagem de empate para a equipe com a melhor campanha. Entretanto, na final, em caso de igualdade no placar, a partida seria decidida na disputa por pênaltis.
Já no segundo turno — Taça Waldir Amaral — os clubes do "grupo A" enfrentaram os do "grupo B", mantendo a classificação para os dois primeiros de cada chave e a forma de disputa das semifinais.
Os campeões dos turnos se enfrentaram em jogos de ida e volta na final geral e só o vencedor subiu para a Série A2. Caso uma equipe tivesse ganho os dois turnos — o que aconteceu com o Pérolas Negras — a outra vaga da decisão foi ocupada pelo time de melhor campanha na classificação geral, o Olaria.
As duas equipes com menos pontos somados nos dois turnos foram rebaixadas para a Série B2 do Carioca.

### Mantidos e rebaixados
| Pos. | Rebaixado da Série A2 2021            |
| ---- | ------------------------------------- |
| 12º  | Duque de Caxias                       |
| Pos. | Rebaixados da Segunda Divisão de 2020 |
| 9º   | Serrano                               |
| 10º  | Goytacaz                              |
| 11º  | Serra Macaense                        |
| 12º  | Rio São Paulo                         |
| 13º  | Olaria                                |
| 14º  | São Gonçalo EC                        |
| 15º  | Nova Cidade                           |

| Pos. | Mantidos da Terceira divisão de 2020 |
| ---- | ------------------------------------ |
| 1º   | Pérolas Negras                       |
| 2º   | 7 de Abril                           |
| 3º   | Campo Grande                         |
| 4º   | Carapebus                            |

### Participantes
| Equipe          | Cidade                | Em 2020             | Estádio         | Capacidade | Títulos            |
| --------------- | --------------------- | ------------------- | --------------- | ---------- | ------------------ |
| 7 de Abril      | Rio de Janeiro        | 2º (Série B2)       | CFZ             | 900        | 0 (não possui)     |
| Campo Grande    | Rio de Janeiro        | 3º (Série B2)       | Ítalo del Cima  | 18 000     | 0 (não possui)     |
| Carapebus       | Carapebus             | 4º (Série B2)       | Ferreirão       | 900        | 0 (não possui)     |
| Duque de Caxias | Duque de Caxias       | 12º (Série A2 2021) | Marrentão       | 3 334      | 0 (não possui)     |
| Goytacaz        | Campos dos Goytacazes | 10º                 | Ary de Oliveira | 5 800      | 1 (2011)           |
| Nova Cidade     | Nilópolis             | 15º                 | Joaquim Flores  | 500        | 1 (2018)           |
| Olaria          | Rio de Janeiro        | 13º                 | Rua Bariri      | 8 300      | 0 (não possui)     |
| Pérolas Negras  | Resende               | 1º (Série B2)       | Trabalhador     | 4 600      | 1 (2020)           |
| Rio São Paulo   | Rio de Janeiro        | 12º                 | a definir       |            | 1 (2019)           |
| São Gonçalo EC  | São Gonçalo           | 15º                 | Alzirão         | 900        | 2 (último em 2016) |
| Serra Macaense  | Macaé                 | 11º                 | Ubirajara Reis  | 1 000      | 1 (2000)           |
| Serrano         | Petrópolis            | 9º                  | Atílio Marotti  | 8 500      | 1 (1992)           |

## Taça Maracanã

### Grupo A
| Pos | Equipe          | PG | Jogos | Jogos | Jogos | Jogos | Gols | Gols | Gols | Desempenho por rodada | Desempenho por rodada | Desempenho por rodada | Desempenho por rodada | Desempenho por rodada | Classificação                   |
| Pos | Equipe          | PG | #     | V     | E     | D     | GP   | GS   | SG   | 1ª                    | 2ª                    | 3ª                    | 4ª                    | 5ª                    | Classificação                   |
| --- | --------------- | -- | ----- | ----- | ----- | ----- | ---- | ---- | ---- | --------------------- | --------------------- | --------------------- | --------------------- | --------------------- | ------------------------------- |
| 1   | São Gonçalo EC  | 10 | 5     | 3     | 1     | 1     | 9    | 6    | +3   | 1                     | 3                     | 3                     | 2                     | 1                     | Classificados para a fase final |
| 2   | Pérolas Negras  | 10 | 5     | 3     | 1     | 1     | 7    | 4    | +3   | 4                     | 2                     | 1                     | 1                     | 2                     | Classificados para a fase final |
| 3   | Duque de Caxias | 9  | 5     | 2     | 3     | 0     | 13   | 6    | +7   | 3                     | 4                     | 5                     | 4                     | 3                     | Eliminados da fase final        |
| 4   | Rio São Paulo   | 6  | 5     | 2     | 0     | 3     | 4    | 8    | -4   | 2                     | 1                     | 2                     | 3                     | 4                     | Eliminados da fase final        |
| 5   | Carapebus       | 4  | 5     | 1     | 1     | 3     | 6    | 9    | –3   | 6                     | 5                     | 6                     | 6                     | 5                     | Eliminados da fase final        |
| 6   | 7 de Abril      | 3  | 5     | 1     | 0     | 4     | 3    | 9    | –6   | 5                     | 6                     | 4                     | 5                     | 6                     | Eliminados da fase final        |

#### Confrontos
Fonte: 
|                 | 7DA | CPB | DQC | PLN | RSP | SGE |
| --------------- | --- | --- | --- | --- | --- | --- |
| 7 de Abril      | —   | X   | 0–3 | X   | X   | 0–1 |
| Carapebus       | 1–0 | —   | 3–3 | 0–2 | X   | X   |
| Duque de Caxias | X   | X   | —   | 1–1 | 4–0 | 2–2 |
| Pérolas Negras  | 3–0 | X   | X   | —   | 1–0 | 0–3 |
| Rio São Paulo   | 1–3 | 1–0 | X   | X   | —   | X   |
| São Gonçalo EC  | X   | 3–2 | X   | X   | 0–2 | —   |

| Vitória do mandante | Vitória do visitante | Empate |

### Grupo B
| Pos | Equipe         | PG | Jogos | Jogos | Jogos | Jogos | Gols | Gols | Gols | Desempenho por rodada | Desempenho por rodada | Desempenho por rodada | Desempenho por rodada | Desempenho por rodada | Classificação                   |
| Pos | Equipe         | PG | #     | V     | E     | D     | GP   | GS   | SG   | 1ª                    | 2ª                    | 3ª                    | 4ª                    | 5ª                    | Classificação                   |
| --- | -------------- | -- | ----- | ----- | ----- | ----- | ---- | ---- | ---- | --------------------- | --------------------- | --------------------- | --------------------- | --------------------- | ------------------------------- |
| 1   | Campo Grande   | 10 | 5     | 3     | 1     | 1     | 6    | 3    | +3   | 4                     | 2                     | 1                     | 2                     | 1                     | Classificados para a fase final |
| 2   | Serrano        | 9  | 5     | 3     | 0     | 2     | 6    | 5    | +1   | 6                     | 3                     | 5                     | 4                     | 2                     | Classificados para a fase final |
| 3   | Olaria         | 7  | 5     | 2     | 1     | 2     | 8    | 5    | +3   | 2                     | 5                     | 2                     | 5                     | 3                     | Eliminados da fase final        |
| 4   | Nova Cidade    | 7  | 5     | 2     | 1     | 2     | 7    | 6    | +1   | 3                     | 1                     | 4                     | 1                     | 4                     | Eliminados da fase final        |
| 5   | Serra Macaense | 7  | 5     | 2     | 1     | 2     | 5    | 5    | 0    | 1                     | 4                     | 3                     | 3                     | 5                     | Eliminados da fase final        |
| 6   | Goytacaz       | 2  | 5     | 0     | 2     | 3     | 2    | 10   | –8   | 5                     | 6                     | 6                     | 6                     | 6                     | Eliminados da fase final        |

#### Confrontos
Fonte: 
|                | CPG | GOY | NVC | OLR | SRM | SER |
| -------------- | --- | --- | --- | --- | --- | --- |
| Campo Grande   | —   | X   | 2–0 | 1–0 | 1–0 | X   |
| Goytacaz       | 1–1 | —   | X   | X   | 1–1 | X   |
| Nova Cidade    | X   | 3–0 | —   | X   | 1–0 | 1–2 |
| Olaria         | X   | 4–0 | X   | —   | 2–2 | 1–0 |
| Serra Macaense | X   | X   | X   | 2–1 | —   | 2–1 |
| Serrano        | 2–1 | 1–0 | X   | X   | X   | —   |

| Vitória do mandante | Vitória do visitante | Empate |

### Fase final
Em itálico, as equipes que jogaram pelo empate por ter melhor campanha e em negrito as equipes vencedoras das partidas. Na final, não houve vantagem de empate para nenhuma equipe.
|  | Semifinais | Semifinais     | Semifinais           |       |    | Final   | Final | Final |
|  |            |                |                      |       |    |         |       |       |
|  | 1.º A      | São Gonçalo EC | 1                    |       |    |         |       |       |
|  | 2.º B      | Serrano        | 2                    |       |    |         |       |       |
|  |            |                |                      |       | S1 | Serrano | 0 (3) |       |
|  |            | S2             | Pérolas Negras (pen) | 0 (4) |    |         |       |       |
|  | 1.º B      | Campo Grande   | 0                    |       |    |         |       |       |
|  | 2.º A      | Pérolas Negras | 1                    |       |    |         |       |       |

### Premiação
| Taça Maracanã de 2021               |
| ----------------------------------- |
| PÉROLAS NEGRAS Campeão (1.º título) |

## Taça Waldir Amaral

### Grupo A
| Pos | Equipe          | PG | Jogos | Jogos | Jogos | Jogos | Gols | Gols | Gols | Desempenho por rodada | Desempenho por rodada | Desempenho por rodada | Desempenho por rodada | Desempenho por rodada | Desempenho por rodada | Classificação                   |
| Pos | Equipe          | PG | #     | V     | E     | D     | GP   | GS   | SG   | 1ª                    | 2ª                    | 3ª                    | 4ª                    | 5ª                    | 6ª                    | Classificação                   |
| --- | --------------- | -- | ----- | ----- | ----- | ----- | ---- | ---- | ---- | --------------------- | --------------------- | --------------------- | --------------------- | --------------------- | --------------------- | ------------------------------- |
| 1   | 7 de Abril      | 10 | 6     | 3     | 1     | 2     | 8    | 9    | −1   | 4                     | 1                     | 2                     | 3                     | 1                     | 1                     | Classificados para a fase final |
| 2   | Pérolas Negras  | 9  | 6     | 2     | 3     | 1     | 6    | 3    | +3   | 2                     | 4                     | 1                     | 1                     | 2                     | 2                     | Classificados para a fase final |
| 3   | São Gonçalo EC  | 9  | 6     | 2     | 3     | 1     | 8    | 7    | +1   | 3                     | 2                     | 3                     | 4                     | 3                     | 3                     | Eliminados da fase final        |
| 4   | Rio São Paulo   | 8  | 6     | 2     | 2     | 2     | 14   | 10   | +4   | 6                     | 6                     | 5                     | 2                     | 4                     | 4                     | Eliminados da fase final        |
| 5   | Duque de Caxias | 4  | 6     | 1     | 1     | 4     | 5    | 9    | –4   | 1                     | 3                     | 4                     | 5                     | 5                     | 5                     | Eliminados da fase final        |
| 6   | Carapebus       | 4  | 6     | 1     | 1     | 4     | 2    | 6    | –4   | 5                     | 5                     | 6                     | 6                     | 6                     | 6                     | Eliminados da fase final        |

#### Confrontos
Fonte: 
|                 | CPG | GOY | NVC | OLA | SRM | SER |
| --------------- | --- | --- | --- | --- | --- | --- |
| 7 de Abril      | 2–0 | X   | X   | 1–1 | 0–4 | X   |
| Carapebus       | 1–0 | X   | X   | 0–1 | 1–2 | X   |
| Duque de Caxias | 1–3 | X   | X   | 0–1 | 1–2 | X   |
| Pérolas Negras  | X   | 3–0 | 1–0 | X   | X   | 1–1 |
| Rio São Paulo   | X   | 0–0 | 6–1 | X   | X   | 3–3 |
| São Gonçalo EC  | X   | 1–0 | 4–4 | X   | X   | 1–0 |

| Vitória do mandante | Vitória do visitante | Empate |

### Grupo B
| Pos | Equipe         | PG | Jogos | Jogos | Jogos | Jogos | Gols | Gols | Gols | Desempenho por rodada | Desempenho por rodada | Desempenho por rodada | Desempenho por rodada | Desempenho por rodada | Desempenho por rodada | Classificação                   |
| Pos | Equipe         | PG | #     | V     | E     | D     | GP   | GS   | SG   | 1ª                    | 2ª                    | 3ª                    | 4ª                    | 5ª                    | 6ª                    | Classificação                   |
| --- | -------------- | -- | ----- | ----- | ----- | ----- | ---- | ---- | ---- | --------------------- | --------------------- | --------------------- | --------------------- | --------------------- | --------------------- | ------------------------------- |
| 1   | Olaria         | 16 | 6     | 5     | 1     | 0     | 9    | 3    | +6   | 2                     | 1                     | 1                     | 1                     | 1                     | 1                     | Classificados para a fase final |
| 2   | Serra Macaense | 11 | 6     | 3     | 2     | 1     | 9    | 5    | +4   | 1                     | 3                     | 2                     | 2                     | 2                     | 2                     | Classificados para a fase final |
| 3   | Serrano        | 8  | 6     | 2     | 2     | 2     | 8    | 6    | +2   | 4                     | 5                     | 6                     | 5                     | 3                     | 3                     | Eliminados da fase final        |
| 4   | Campo Grande   | 8  | 6     | 2     | 2     | 2     | 7    | 7    | 0    | 3                     | 2                     | 4                     | 3                     | 4                     | 4                     | Eliminados da fase final        |
| 4   | Goytacaz       | 7  | 6     | 3     | 1     | 2     | 3    | 6    | −3   | 6                     | 4                     | 3                     | 4                     | 5                     | 5                     | Eliminados da fase final        |
| 6   | Nova Cidade    | 3  | 6     | 0     | 3     | 6     | 8    | 16   | –8   | 5                     | 6                     | 5                     | 6                     | 6                     | 6                     | Eliminados da fase final        |

#### Confrontos
Fonte: 
|                | 7DA | CPB | DQC | PLN | RSP | SGE |
| -------------- | --- | --- | --- | --- | --- | --- |
| Campo Grande   | X   | X   | X   | 1–1 | 2–1 | 1–1 |
| Goytacaz       | 1–2 | 1–0 | 1–0 | X   | X   | X   |
| Nova Cidade    | 1–3 | 0–0 | 2–2 | X   | X   | X   |
| Olaria         | X   | X   | X   | 1–0 | 3–1 | 2–1 |
| Serra Macaense | X   | X   | X   | 0–0 | 1–3 | 2–2 |
| Serrano        | 2–0 | 2–0 | 1–2 | X   | X   | X   |

| Vitória do mandante | Vitória do visitante | Empate |

### Fase final
|  | Semifinais | Semifinais     | Semifinais           |       |      | Final          | Final | Final |
|  |            |                |                      |       |      |                |       |       |
|  | 1.º A      | 7 de Abril     | 0                    |       |      |                |       |       |
|  | 2.º B      | Serra Macaense | 1                    |       |      |                |       |       |
|  |            |                |                      |       | 1ºS1 | Serra Macaense | 1 (1) |       |
|  |            | 1ºS2           | Pérolas Negras (pen) | 1 (4) |      |                |       |       |
|  | 1.º B      | Olaria         | 0                    |       |      |                |       |       |
|  | 2.º A      | Pérolas Negras | 1                    |       |      |                |       |       |

### Premiação
| Taça Waldir Amaral de 2021          |
| ----------------------------------- |
| PÉROLAS NEGRAS Campeão (2.º título) |

## Classificação geral
| Pos | Equipe          | PG | Jogos | Jogos | Jogos | Jogos | Gols | Gols | Gols | Desempenho por rodada | Desempenho por rodada | Desempenho por rodada | Desempenho por rodada | Desempenho por rodada | Desempenho por rodada | Desempenho por rodada | Desempenho por rodada | Desempenho por rodada | Desempenho por rodada | Desempenho por rodada |
| Pos | Equipe          | PG | Jogos | Jogos | Jogos | Jogos | Gols | Gols | Gols | Taça Maracanã         | Taça Maracanã         | Taça Maracanã         | Taça Maracanã         | Taça Maracanã         | Taça Waldir Amaral    | Taça Waldir Amaral    | Taça Waldir Amaral    | Taça Waldir Amaral    | Taça Waldir Amaral    | Taça Waldir Amaral    |
| Pos | Equipe          | PG | #     | V     | E     | D     | GP   | GS   | SG   | 1ª                    | 2ª                    | 3ª                    | 4ª                    | 5ª                    | 1ª                    | 2ª                    | 3ª                    | 4ª                    | 5ª                    | 6ª                    |
| --- | --------------- | -- | ----- | ----- | ----- | ----- | ---- | ---- | ---- | --------------------- | --------------------- | --------------------- | --------------------- | --------------------- | --------------------- | --------------------- | --------------------- | --------------------- | --------------------- | --------------------- |
| 1   | Olaria          | 23 | 11    | 7     | 2     | 2     | 17   | 8    | +9   | 4                     | 10                    | 4                     | 9                     | 6                     | 3                     | 2                     | 1                     | 1                     | 1                     | 1                     |
| 2   | Pérolas Negras  | 19 | 11    | 5     | 4     | 2     | 13   | 7    | +6   | 7                     | 2                     | 1                     | 1                     | 2                     | 2                     | 3                     | 2                     | 2                     | 2                     | 2                     |
| 3   | São Gonçalo EC  | 19 | 11    | 5     | 4     | 2     | 17   | 13   | +4   | 2                     | 7                     | 6                     | 5                     | 1                     | 1                     | 1                     | 3                     | 3                     | 3                     | 3                     |
| 4   | Serra Macaense  | 18 | 11    | 5     | 3     | 3     | 14   | 10   | +4   | 1                     | 6                     | 5                     | 4                     | 8                     | 4                     | 6                     | 4                     | 4                     | 4                     | 4                     |
| 5   | Campo Grande    | 18 | 11    | 5     | 3     | 3     | 13   | 10   | +3   | 8                     | 4                     | 2                     | 3                     | 3                     | 5                     | 5                     | 6                     | 5                     | 5                     | 5                     |
| 6   | Serrano         | 17 | 11    | 5     | 2     | 4     | 14   | 13   | +1   | 3                     | 1                     | 3                     | 6                     | 9                     | 10                    | 7                     | 7                     | 8                     | 7                     | 6                     |
| 7   | Rio São Paulo   | 14 | 11    | 4     | 2     | 5     | 18   | 18   | 0    | 10                    | 5                     | 8                     | 7                     | 4                     | 6                     | 4                     | 5                     | 6                     | 6                     | 7                     |
| 8   | 7 de Abril      | 13 | 11    | 4     | 1     | 6     | 11   | 18   | −7   | 6                     | 8                     | 10                    | 8                     | 5                     | 7                     | 8                     | 8                     | 7                     | 9                     | 8                     |
| 9   | Duque de Caxias | 13 | 11    | 3     | 4     | 4     | 18   | 15   | +3   | 12                    | 12                    | 9                     | 10                    | 11                    | 11                    | 12                    | 11                    | 9                     | 8                     | 9                     |
| 10  | Nova Cidade     | 10 | 11    | 2     | 4     | 5     | 15   | 22   | –7   | 5                     | 3                     | 7                     | 2                     | 7                     | 8                     | 9                     | 9                     | 10                    | 10                    | 10                    |
| 11  | Goytacaz        | 9  | 11    | 2     | 3     | 6     | 5    | 16   | –11  | 9                     | 11                    | 11                    | 11                    | 12                    | 12                    | 11                    | 12                    | 11                    | 11                    | 11                    |
| 12  | Carapebus       | 8  | 11    | 2     | 2     | 7     | 8    | 15   | –7   | 11                    | 9                     | 12                    | 12                    | 10                    | 9                     | 10                    | 10                    | 12                    | 12                    | 12                    |

     Classificado para a Série A2 2022
     Mantidos na Série B1 2022
     Rebaixado para a Série B2 2022
Última atualização: 13 de novembro

## Final
Fonte: 

#### Ida
| 28 de novembro | Olaria  | 1 – 0  | Pérolas Negras | Estádio da Rua Bariri, Rio de Janeiro |
| 15:00          | Ian 39' | Súmula |                | Árbitro: Alan Trindade da Silva       |

#### Volta
| 1 de dezembro | Pérolas Negras              | 2 – 2 | Olaria         | Estádio do Trabalhador, Resende |
| 15:00         | Guilherme 43' · Andinho 87' |       | Xandi 32', 83' |                                 |

## Premiação
| Campeonato Carioca de 2021 – Série B1 |
| Rio de Janeiro                        |
| ------------------------------------- |
| OLARIA Campeão (1.º título)           |